# Giacomo Carboni
Giacomo Carboni (* 29. April 1889 in Reggio Emilia; † 2. Dezember 1973 in Rom) war ein italienischer Armeegeneral.

## Leben
Carboni amtierte während des Zweiten Weltkrieges als Chef des italienischen militärischen Nachrichtendienstes (it. SIM, Servizio Informazioni Militare, 1939–1940). Nach dem Sturz von Mussolini 1943 wurde er kurzzeitig auf den Posten zurückversetzt.

## Werke
- La conquista delle Alpi di Fassa, 1935.
- L’Italia tradita dall’armistzio alla pace, 1947.